# Кузяево (Можайский район)
Кузяево — деревня в Можайском районе Московской области в составе Порецкого сельского поселения. Численность постоянного населения по Всероссийской переписи 2010 года —9 человек. До 2006 года Кузяево входило в состав Синичинского сельского округа.
Деревня расположена на западе района, примерно в 15 км к северо-западу от Уваровки, на безымянном правом притоке Москва-реки, высота центра над уровнем моря 256 м. Ближайший населённый пункт — Ульяново в 1 км на восток.